# Song Ailing

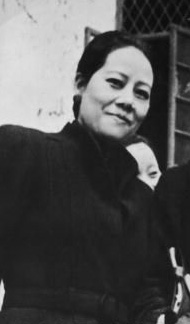
Song Ailing

Song Ailing (chinesisch 宋靄齡 / 宋霭龄, Pinyin Sòng Àilíng, veraltend auch Soong Eling, gelegentliche Falschschreibung 宋藹齡 / 宋蔼龄; * 14. Juni 1890, Kunshan, Provinz Jiangsu, Kaiserreich China; † 18. Oktober 1973, New York City) war die älteste der drei Song-Schwestern und Ehefrau des reichsten Mannes in China, H. H. Kung (孔祥熙,  Kǒng Xiángxī,  K'ung Hsiang-hsi). 
Ihr englischer Vorname war Nancy.

## Kinder
Song Ailing hatte vier Kinder:
- Kung, Ling-i (孔令儀 Kǒng Lìngyí), Tochter
- Kung, Ling-kai (孔令侃 Kǒng Lìngkǎn), Sohn
- Kung, Ling-chun (孔令俊 Kǒng Lìngjùn), auch Kung, Ling-wei (孔令偉 Kǒng Lìngwěi), Tochter
- Kung, Ling-chie (孔令傑 Kǒng Lìngjié), Sohn